# European Champions Cup 2009
La European Champions Cup 2009 è stata la 46ª edizione della massima competizione europea per club di baseball.

## Formula
Il format del torneo prevede una fase a gironi in cui le squadre partecipanti sono state sorteggiate in due gruppi di qualificazione, uno disputato a Matino e l’altro a Nettuno. Il gruppo di Matino è diviso in due triangolari; la prima classificata di ciascun triangolare sfida la seconda dell’altro. Le vincenti di tali incontri si qualificano alle Final Four, alle quali accedono anche le prime due classificate nel gruppo di Nettuno.
Le Final Four sono disputate in partita secca: prima le due semifinali, poi la finale per il terzo posto, e infine la finalissima che stabilisce la formazione campione d'Europa.

## Squadre partecipanti

### Matino

#### Pool A
| Club           | Stagione precedente                       |
| -------------- | ----------------------------------------- |
| F.C. Barcelona | Secondo classificato in División de Honor |
| AVG Draci Brno | Vincitore dell'Extraliga                  |
| T&A San Marino | Vincitore dell’IBL                        |

#### Pool B
| Club                | Stagione precedente          |
| ------------------- | ---------------------------- |
| Fortitudo Bologna   | Vincitore della Coppa Italia |
| Corendon Kinheim    | Finalista della Hoofdklasse  |
| Templiers de Sénart | Finalista di Division Élite  |

### Nettuno
| Club                  | Stagione precedente                   |
| --------------------- | ------------------------------------- |
| L&D Amsterdam         | Vincitore della Hoofdklasse           |
| Legionäre Regensburg  | Vincitore della Bundesliga            |
| Danesi Caffè Nettuno  | Finalista di IBL                      |
| Rouen Baseball '76    | Vincitore della Division Élite        |
| Tenerife Marlins      | Vincitore della División de Honor     |
| Port of Antwerp Greys | Vincitore della Prima Divisione Belga |

## Fase a gruppi

### Torneo di qualificazione di Matino

#### Pool A
| Matino 1º aprile 2009, ore 15:30 | T&A San Marino | 6 – 1 referto | AVG Draci Brno | Stadio delle Castelle |

| Matino 2 aprile 2009, ore 20:30 | AVG Draci Brno | 1 – 4 referto | F.C. Barcelona | Stadio delle Castelle |

| Matino 3 aprile 2009, ore 15:30 | F.C. Barcelona | 0 – 12 (al 7º) referto | T&A San Marino | Stadio delle Castelle |

| Pos. | Squadra        | G | V | P | %     | GB  |
| ---- | -------------- | - | - | - | ----- | --- |
| 1.   | T&A San Marino | 2 | 2 | 0 | .1000 | 0.0 |
| 2.   | F.C. Barcelona | 2 | 1 | 1 | .500  | 1.0 |
| 3.   | AVG Draci Brno | 2 | 0 | 2 | .000  | 2.0 |

#### Pool B
| Matino 1º aprile 2009, ore 20:30 | Templiers de Sénart | 1 – 8 referto | Corendon Kinheim | Stadio delle Castelle |

| Matino 2 aprile 2009, ore 15:30 | Corendon Kinheim | 2 – 6 referto | Fortitudo Bologna | Stadio delle Castelle |

| Matino 3 aprile 2009, ore 20:30 | Fortitudo Bologna | 5 – 0 referto | Templiers de Sénart | Stadio delle Castelle |

| Pos. | Squadra             | G | V | P | %     | GB  |
| ---- | ------------------- | - | - | - | ----- | --- |
| 1.   | Fortitudo Bologna   | 2 | 2 | 0 | .1000 | 0.0 |
| 2.   | Corendon Kinheim    | 2 | 1 | 1 | .500  | 1.0 |
| 3.   | Templiers de Sénart | 2 | 0 | 2 | .000  | 2.0 |

#### Play-out 5º/6º posto
| Matino 4 aprile 2009, ore 10:30 | Templiers de Sénart | 1 – 5 referto | AVG Draci Brno | Stadio delle Castelle |

#### Finali di raggruppamento
| Matino 4 aprile 2009, ore 15:30 | Fortitudo Bologna | 2 – 1 referto | F.C. Barcelona | Stadio delle Castelle |

| Matino 4 aprile 2009, ore 20:30 | T&A San Marino | 2 – 8 referto | Corendon Kinheim | Stadio delle Castelle |

Fortitudo Bologna e Corendon Kinheim qualificate alle Final Four.

### Torneo di qualificazione di Nettuno
| Nettuno 31 marzo 2009, ore 13:00 | L&D Amsterdam | 4 – 2 (al 6°) referto | Port of Antwerp Greys | Stadio Steno Borghese |

| Nettuno 31 marzo 2009, ore 18:00 | Legionäre Regensburg | 1 – 6 referto | Danesi Caffè Nettuno | Stadio Steno Borghese |

| Nettuno 1º aprile 2009, ore 09:30 | Tenerife Marlins | 0 – 2 referto | Rouen Baseball ‘76 | Stadio Steno Borghese |

| Nettuno 1º aprile 2009, ore 14:30 | Rouen Baseball ‘76 | 8 – 5 (al 6°) referto | L&D Amsterdam | Stadio Steno Borghese |

| Nettuno 2 aprile 2009, ore 11:00 | Tenerife Marlins | 8 – 5 referto | Legionäre Regensburg | Stadio Steno Borghese |

| Anzio 2 aprile 2009, ore 12:00 | Port of Antwerp Greys | 4 – 5 (all’11°) referto | Rouen Baseball ‘76 | Stadio Carlo Tagliaboschi |

| Nettuno 2 aprile 2009, ore 15:00 | Danesi Caffè Nettuno | 12 – 2 (al 7°) referto | Tenerife Marlins | Stadio Steno Borghese |

| Anzio 2 aprile 2009, ore 16:00 | Port of Antwerp Greys | 1 – 7 referto | Legionäre Regensburg | Stadio Carlo Tagliaboschi |

| Nettuno 2 aprile 2009, ore 19:00 | Danesi Caffè Nettuno | 0 – 4 referto | L&D Amsterdam | Stadio Steno Borghese |

| Nettuno 3 aprile 2009, ore 13:00 | Tenerife Marlins | 9 – 17 referto | L&D Amsterdam | Stadio Steno Borghese |

| Anzio 3 aprile 2009, ore 14:00 | Legionäre Regensburg | 5 – 4 referto | Rouen Baseball ‘76 | Stadio Carlo Tagliaboschi |

| Nettuno 3 aprile 2009, ore 18:00 | Danesi Caffè Nettuno | 7 – 0 referto | Port of Antwerp Greys | Stadio Steno Borghese |

| Nettuno 4 aprile 2009, ore 10:00 | L&D Amsterdam | 8 – 4 referto | Legionäre Regensburg | Stadio Steno Borghese |

| Anzio 4 aprile 2009, ore 11:00 | Port of Antwerp Greys | 2 – 1 referto | Tenerife Marlins | Stadio Carlo Tagliaboschi |

| Nettuno 4 aprile 2009, ore 15:00 | Rouen Baseball ‘76 | 3 – 7 referto | Danesi Caffè Nettuno | Stadio Steno Borghese |

#### Classifica
| Pos. | Squadra               | G | V | P | %    | GB  |
| ---- | --------------------- | - | - | - | ---- | --- |
| 1.   | L&D Amsterdam         | 5 | 4 | 1 | .800 | 0.0 |
| 2.   | Danesi Caffè Nettuno  | 5 | 4 | 1 | .800 | 0.0 |
| 3.   | Rouen Baseball ‘76    | 5 | 3 | 2 | .600 | 1.0 |
| 4.   | Legionäre Regensburg  | 5 | 2 | 3 | .400 | 2.0 |
| 5.   | Port of Antwerp Greys | 5 | 1 | 4 | .200 | 3.0 |
| 6.   | Tenerife Marlins      | 5 | 1 | 4 | .200 | 3.0 |

|  | Qualificate alle Final Four |

## Final Four
Le Final Four si sono disputate allo Stadio Montjuic di Barcellona, nei giorni 20 e 21 giugno 2009.
|  | Semifinali           | Semifinali           | Semifinali           |                      |                   | Finale             | Finale             | Finale             |  |
|  |                      |                      |                      |                      |                   |                    |                    |                    |  |
|  | L&D Amsterdam        | L&D Amsterdam        | 0                    |                      |                   |                    |                    |                    |  |
|  | L&D Amsterdam        | L&D Amsterdam        | 0                    |                      |                   |                    |                    |                    |  |
|  | Fortitudo Bologna    | Fortitudo Bologna    | 6                    |                      |                   |                    |                    |                    |  |
|  | Fortitudo Bologna    | Fortitudo Bologna    | 6                    |                      | Fortitudo Bologna | Fortitudo Bologna  | 0                  |                    |  |
|  |                      |                      |                      |                      | Fortitudo Bologna | Fortitudo Bologna  | 0                  |                    |  |
|  |                      |                      | Danesi Caffè Nettuno | Danesi Caffè Nettuno | 1                 |                    |                    |                    |  |
|  | Danesi Caffè Nettuno | Danesi Caffè Nettuno | Danesi Caffè Nettuno | Danesi Caffè Nettuno | 1                 | 6                  |                    |                    |  |
|  | Danesi Caffè Nettuno | Danesi Caffè Nettuno |                      |                      |                   | 6                  |                    |                    |  |
|  | Corendon Kinheim     | Corendon Kinheim     | 4                    |                      |                   | Finale terzo posto | Finale terzo posto | Finale terzo posto |  |
|  | Corendon Kinheim     | Corendon Kinheim     | 4                    |                      |                   |                    |                    |                    |  |
|  |                      |                      |                      |                      |                   |                    |                    |                    |  |
|  |                      |                      |                      |                      |                   | L&D Amsterdam      | L&D Amsterdam      | 1                  |  |
|  |                      |                      |                      |                      |                   | L&D Amsterdam      | L&D Amsterdam      | 1                  |  |
|  |                      |                      |                      |                      |                   | Corendon Kinheim   | Corendon Kinheim   | 3                  |  |

### Semifinali
| Barcellona 20 giugno 2009, ore 12:00 | L&D Amsterdam | 0 – 6 referto | Fortitudo Bologna | Stadio Montjuic |

| Barcellona 20 giugno 2009, ore 19:00 | Danesi Caffè Nettuno | 6 – 4 referto | Corendon Kinheim | Stadio Montjuic |

### Finale 3º Posto
| Barcellona 21 giugno 2009, ore 11:00 | L&D Amsterdam | 1 – 3 referto | Corendon Kinheim | Stadio Carlos Perez de Rozas |

### Finale
| Barcellona 21 giugno 2009, ore 18:00 | Fortitudo Bologna | 0 – 1 referto | Danesi Caffè Nettuno | Stadio Carlos Perez de Rozas |

## Vincitore
| Campione d'Europa 2009 Danesi Caffè Nettuno 7º titolo |